# Thalaina kimba
Thalaina kimba` es una especie de polillas perteneciente a la familia Geometridae. Fue erigido por el entomólogo británico Peter B. McQuillan en 1981. Se encuentra distribuido con endemismo en Australia.

## Ciclo de vida
Se cree que las orugas de esta especie se alimentan de acacias filodinosas como la Acacia falcata y la acacia dorada (Acacia pycnantha).